# SpaceX CRS-1

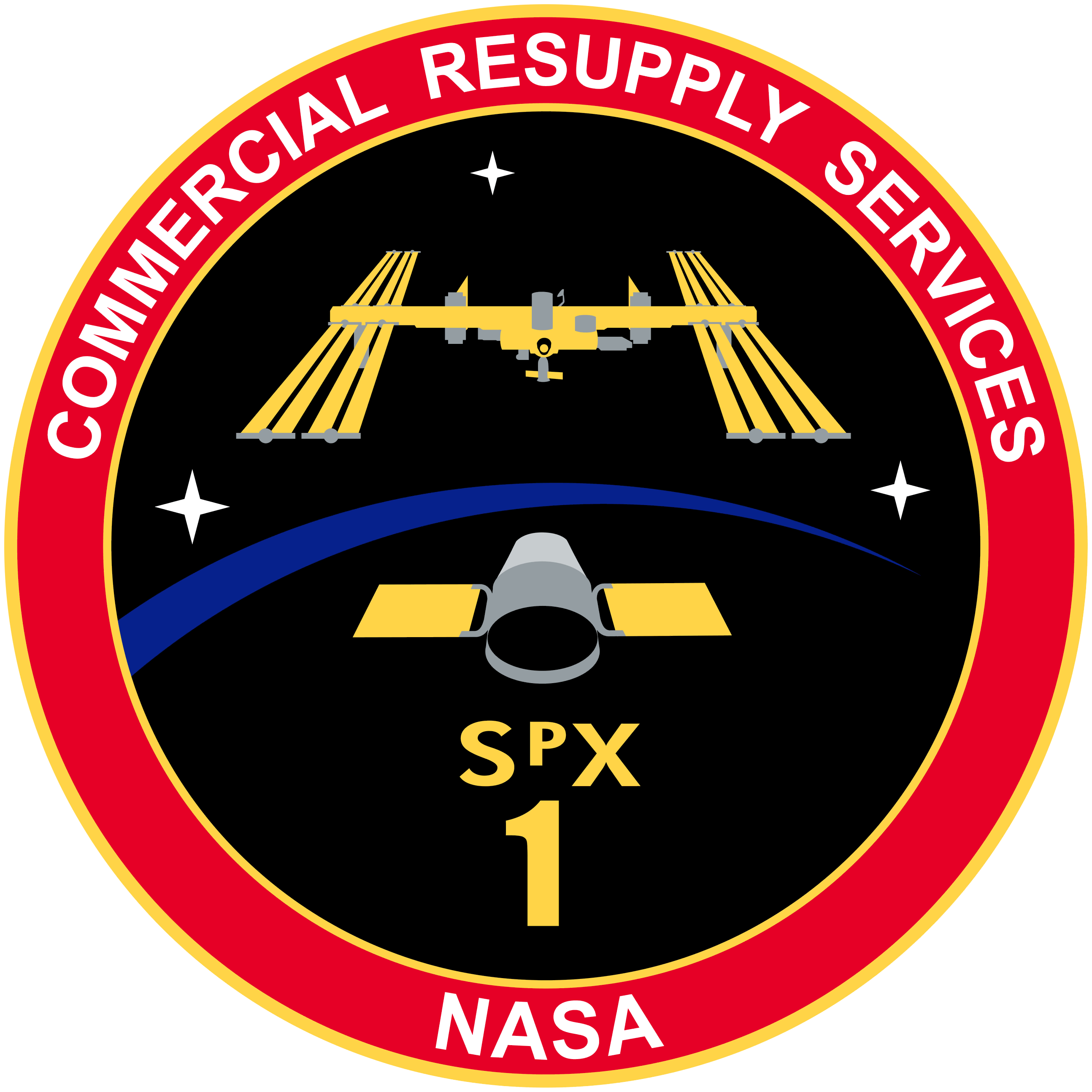
Емблема місії

SpaceX CRS-1 — третій непілотований політ корабля Dragon компанії Space Exploration Technologies Corporation's (або ж просто SpaceX) як вантажного  корабля, четвертий політ для двоступеневої ракети-носія Falcon 9 цієї ж компанії і перший операційний політ для SpaceX в рамках програми Commercial Resupply Services під контрактом з NASA. Перший політ до Міжнародної космічної станції. Запуск відбувся 7 жовтня 2012 в 20:34 по EDT (8 жовтня 2012 р. в 00:34 по UTC).

## Історія
У травні 2012 стало відомо, що ракету Falcon 9 доставлено на космодром на мисі Канаверал. Вантаж — CRS-1 Dragon, прибув туди ж 14 серпня. До 31 серпня 2012 було завершено перший етап тестування, що включав заправку ракети пальним. 29 вересня завершився другий ряд тестів, включно з запуском двигунів. Всі тести проводились без капсули Dragon.
5 жовтня 2012 оголошено про повну готовність до запуску.
Запуск відбувся 8 жовтня 2012 (UTC); космічний корабель CRS-1 Dragon було виведено на потрібну орбіту і через кілька днів він доставив вантаж на Міжнародну космічну станцію. Під час запуску в одному з дев'яти двигунів ракети сталась втрата тиску і він був заблокований на восьмидесятій секунді польоту. Роботу інших восьми двигунів було подовжено і скоректовано таким чином, щоб вивести вантаж на заплановану орбіту. Через цей випадок ракета не змогла виконати вторинну задачу — виведення на орбіту супутника Orbcomm-G2. Супутник було залишено на неправильній орбіті, згодом він знизився й згорів у атмосфері Землі.